# Südwestfunk
Südwestfunk (SWF) – nieistniejący już, niemiecki, publiczny, regionalny nadawca radiowo-telewizyjny, członek ARD. Nadawał w latach 1946–1998, obejmując swoim zasięgiem Nadrenię-Palatynat i południową Badenię-Wirtembergię. Siedziba główna SWF znajdowała się w Baden-Baden.
30 sierpnia 1998 roku Südwestfunk połączyło się z Süddeutscher Rundfunk (SDR) tworząc Südwestrundfunk (SWR).
SWF produkowało we współpracy z Süddeutscher Rundfunk i Saarländischer Rundfunk (SR) kanał tv o nazwie Südwest 3.